# Charme-du-jour
Charme-du-jour est une mélodie d'Augusta Holmès composée en 1902.

## Composition
Augusta Holmès compose Charme-du-jour en 1902, sur un poème qu'elle écrit elle-même. L'œuvre est sous-titrée « Sérénade mauresque ». La mélodie existe dans trois versions : l'une pour ténor ou soprano en mi majeur, la deuxième pour baryton ou mezzo-soprano et la troisième pour basse ou contralto. Elle a été publiée aux éditions Gregh.